# Lista do Património Cultural Imaterial da Humanidade em Cuba

A Organização das Nações Unidas para a Educação, a Ciência e a Cultura (UNESCO) propôs um plano de proteção ao patrimônio cultural do mundo, através da Convenção sobre o Patrimônio Cultural Imaterial da Humanidade, cujo processo de implementação teve início em 1997 e foi oficializado em 2003. Esta é uma lista do Patrimônio Cultural Imaterial existente em Cuba, especificamente classificada pela UNESCO visando catalogar e proteger manifestações da cultura humana no país. Cuba ratificou a convenção em 29 de maio de 2007, tornando suas manifestações culturais elegíveis para inclusão na lista.
A manifestação cultural Tumba francesa foi a primeira manifestação de Cuba incluída na lista do Patrimônio Cultural Imaterial da UNESCO por ocasião da 3.ª Sessão do Comitê Intergovernamental para a Proteção do Patrimônio Cultural Imaterial da Humanidade, realizada em Istambul (Turquia) em 2008. Desde a mais recente adesão à lista, Cuba totaliza 6 elementos culturais classificadas como Patrimônio Cultural Imaterial.

## Bens imateriais
Cuba conta atualmente com as seguintes manifestações declaradas como Patrimônio Cultural Imaterial pela UNESCO:
| | Tumba francesa |
| Bem imaterial inscrito em 2008. |                |
| O estilo de dança, música e percussão conhecido como Tumba Francesa foi trazido para Cuba por escravos haitianos que foram reassentados nas regiões orientais da ilha após os distúrbios no Haiti durante a década de 1790. Ele incorpora um dos vínculos mais antigos e tangíveis com a herança afro-haitiana da província cubana do Oriente e desenvolvido a partir de uma fusão do século XVIII de música do Daomé na África Ocidental e danças tradicionais francesas. Após a abolição da escravidão em Cuba em 1886 e a consequente migração de ex-escravos para áreas urbanas em busca de trabalho, surgiram sociedades Tumba Francesas em várias cidades. (UNESCO/BPI) |                |

| | Rumba em Cuba, uma combinação festiva de música e dança e todas as práticas associadas |
| Bem imaterial inscrito em 2016. |                                                                                        |
| A música e os movimentos da rumba em Cuba estão associados principalmente à cultura africana, mas também apresentam elementos da cultura antilhana e do flamenco espanhol. Historicamente, a rumba em Cuba desenvolveu-se em bairros marginais de cidades cubanas como Havana e Matanzas, perto de outros portos e favelas e tornou-se especialmente popular em áreas rurais onde viviam comunidades de escravos africanos. Espalhando-se de oeste a leste do país, tem sido um grande símbolo de uma camada marginal da sociedade e identidade cubana, atuando como expressão de auto-estima e resistência e ferramenta de alcance social, ajudando a enriquecer a vida dos praticantes comunidades. As performances consistem em formas verbais e não verbais de comunicação, como cantos, gestos, palmas, dança e linguagem corporal específica. Instrumentos, sejam de percussão ou simplesmente utensílios da casa ou do trabalho, fazem parte da prática. Desenvolve-se uma atmosfera festiva onde os performers, trabalhando dentro de códigos culturais específicos, e o público começam a interagir. As danças e cantos evocam uma sensação de graça, sensualidade e alegria que visa conectar as pessoas, independentemente de sua origem social e econômica, gênero ou etnia. A prática da rumba em Cuba foi transmitida ao longo de gerações por imitação nas famílias e nos bairros. (UNESCO/BPI) |                                                                                        |

| | Punto |
| Bem imaterial inscrito em 2017. |       |
| Punto é a poesia e a música dos agricultores cubanos, consistindo em uma melodia ou melodia sobre a qual uma pessoa canta uma estrofe improvisada ou aprendida de dez versos octametros, com um esquema de rimas. Existem duas variantes principais de Punto: punto libre, uma melodia de metro livre; e punto fijo, que pode ser em chave ou cruzado. Ao longo da história, o elemento foi tipicamente praticado no campo, embora existam variantes agora em todo o resto da população. Punto é um elemento essencial do patrimônio cultural imaterial cubano aberto a todos, que promove o diálogo e expressa os sentimentos, conhecimentos e valores das comunidades envolvidas. O conhecimento e as técnicas relacionadas com a prática são transmitidos de uma geração para a outra, sendo um método fundamental de transmissão baseado na imitação. Um programa de ensino também é organizado em Casas de Cultura em todo o país, envolvendo oficinas ministradas por portadores e praticantes do elemento. Seminários, workshops, concursos, festivais e eventos destinados a salvaguardar e revitalizar Puntos são organizados em todo o país e uma categoria ocupacional foi agora atribuída ao trabalho dos praticantes e portadores, tornando-o um modo de vida para muitos. (UNESCO/BPI) |       |

| | Festividade de Las Parrandas em Cuba central |
| Bem imaterial inscrito em 2018. |                                              |
| Realizada pela primeira vez em 1820 na cidade de Remedios, a Festa de Las Parrandas é hoje celebrada por dezoito comunidades no centro de Cuba, ocorrendo principalmente nos últimos meses do ano. A Parrandas é uma competição cultural entre os dois bairros ou festas em que cada vila se divide, com ‘espiões’ tentando estragar a surpresa do bairro adversário na noite da festa. Os dois partidos trabalham durante todo o ano para se preparar para a competição, que acontece na noite da Festa de Las Parrandas. As festividades envolvem uma vasta gama de expressões, nomeadamente: a concepção e construção de réplicas e monumentos, carros alegóricos e fantasias; canções e danças; fogos de artifício; e decorações como candeeiros, lanternas, estandartes e emblemas alegóricos a cada bairro. Todos nas dezoito comunidades, independentemente de sua classe social, sexo, idade, religião, profissão ou origem, estão envolvidos nas festividades, e os monumentos, réplicas de monumentos e carros alegóricos constituem uma exibição espetacular da imaginação e criatividade dos grupos, que recriam e reencenam histórias usando luzes, cores e formas. Conhecimentos e habilidades tradicionais relacionados ao elemento são constantemente combinados com novos elementos, o que significa que Las Parrandas é sempre tradicional e contemporânea ao mesmo tempo. (UNESCO/BPI) |                                              |

| Violões típicos da música mexicana | Bolero: identidade, emoção e poesia transformados em canção |
| Violões típicos da música mexicana | Bem imaterial inscrito em 2023. |
| Violões típicos da música mexicana | Este bem é compartilhado com: México. |
| Violões típicos da música mexicana | Bolero é uma parte indispensável na canção sentimental latino-americana, com um forte eu lírico profundamente enraizado em Cuba e México. Uma amálgama cultural, o bolero combina a linguagem usada na poesia europeia com ritmos africanos dos povos escravizados e sentimentos dos povos nativos americanos. As letras de bolero aludem à vida cotidiana e as canções são performadas em uma variedade de espaços, desde residências a espaços públicos e grandes salas de concerto, bem como em festivais e serenatas. A prática é geralmente transmitida pelas famílias através de tradição oral ou imitação. Pesquisadores e acadêmicos (como historiadores, musicólogos e produtores culturais) também contribuem para sua transmissão. Atualmente, novos boleros continuam a ser compostos e as letras e música abrem espaço para um diálogo contínuo com a tradição de ambos os países. (UNESCO/BPI) |

| Mandioca | Saberes e práticas tradicionais relacionados à produção e ao consumo da mandioca |
| Mandioca | Bem imaterial inscrito em 2024. |
| Mandioca | Este bem é compartilhado com: Haiti, Honduras e República Dominicana. |
| Mandioca | O pão de mandioca é um pão redondo feito a partir do tubérculo da mandioca. O pão é geralmente feito a partir da variedade amarga da mandioca para que possa ser conservado por mais tempo, embora a mandioca doce seja por vezes utilizada. O pão de mandioca é geralmente parte das refeições, mas pode ser consumido isoladamente. Em Cuba, República Dominicana, Haiti, Honduras e Venezuela, o pão de mandioca varia em sabor (salgado ou doce), textura (macia ou dura), tamanho e espessura. Sua produção começa sempre com o descascamento, lavagem e ralamento do tubérculo. A polpa é seca e a farinha resultante é peneirada com uma peneira artesanal. Uma massa é preparada com a farinha e depois cozida, geralmente sobre lenha, em pratos de cerâmica ou ferro, dependendo de cada país. O conhecimento e as habilidades relacionadas à fabricação do pão de mandioca são geralmente transmitidos informalmente, dentro de lares e comunidades. (UNESCO/BPI) |